# Eupithecia gluptata
Eupithecia gluptata là một loài bướm đêm trong họ Geometridae.